# Света Троица (Козлодуй)
„Света Троица“ е православен храм в град Козлодуй, България, част от Врачанската епархия на Българската патриаршия.

## История
Първата църква в Козлодуй с името „Света Троица“ е построена в 1865 година, в Османската империя, и в нея служат трима румънски свещеници. В същата година в храма е открито и училище, в което преподава Младен Павлов Калинов, посрещнал в 1876 година Ботевата чета. В 1890 година, вече в Княжество България, митрополит Константин Врачански започва преследване срещу румънските свещеници и обичаите, привнесени от тях, са забранени. Под негово давление е взето решение за изграждане на нов храм.
Основният камък е положен на 7 май 1906 година, а храмът е завършен в 1914 година. Църквата е изградена с дарения от местното население. Храмът е осветен тържествено на 8 септември 1914 година от митрополит Климент Врачански.
Строители на храма са майстори от Дебърската художествена школа.
Владишкият трон, проскинитариите и иконостасът на храма също са дело на дебърски майстори от рода Филипови. Иконостасът е фино резбован с цъфнали цветя и лозници, а над царските двери има резбовано слънце. Около образите на иконостаса са издялани венци от цветя.
Църквата е обявена за архитектурно-художествен паметник.